# Flash Gordon (film 1980)
Flash Gordon – amerykańsko-brytyjski film fantastycznonaukowy z 1980 w reżyserii Mike’a Hodgesa. Obraz jest adaptacją przygód komiksowego superbohatera Flasha Gordona. W koprodukcji wystąpili, oprócz Sama J. Jonesa, który wcielił się w tytułowego bohatera, m.in. Max von Sydow, Chaim Topol, Timothy Dalton i Ornella Muti. Muzykę do filmu skomponowali członkowie brytyjskiego zespołu Queen.

## Fabuła
Amerykański futbolista, Flash Gordon (Sam J. Jones), leci na mecz. W samolocie towarzyszy mu piękna dziewczyna, Dale Arden (Melody Anderson). W czasie podróży dochodzi do inwazji Ziemi kierowanej przez cesarza Minga Bezlitosnego (Max von Sydow) z planety Mongo, który planuje podbić tę planetę.
Dale i Flash, strąceni z nieba przez meteoryt, trafiają do laboratorium doktora Zarkova (Chaim Topol). Szalony naukowiec, w celu wyprawy do królestwa Imperatora Minga, własnymi siłami wybudował kosmiczną rakietę. Zarkov porywa Flasha i Dale i cała trójka wyrusza na planetę Mongo.
Po przylocie, bohaterowie zostają aresztowani przez gwardzistów i zaprowadzeni przed oblicze Minga. Piękna córka Imperatora o imieniu Aura (Ornella Muti) zwróciła uwagę na Flasha, a Dale spodobała się samemu okrutnemu Imperatorowi. Flash sprzeciwia się zabraniu Dale do komnaty Minga i zostaje za to skazany na śmierć. Przed zagładą ratuje go zakochana w nim Aura. Gdy wszyscy myślą, że Flash już nie żyje, zabiera go do siedziby księcia Barina (Timothy Dalton). Podczas lotu dziewczyna zaczęła go podrywać i całować. W tym samym czasie Ming przygotowuje się do ślubu z Dale, a dr Zarkov zostaje poddany „praniu mózgu”, po czym mianowany zostaje na agenta Minga.
Barin, zazdrosny o Aurę, postanawia uwięzić Flasha, ten jednak z pomocą współwięźnia ucieka. Podczas pościgu za zbiegiem przez dżunglę, Barin i Flash zostają schwytani przez odwiecznego wroga Barina, księcia Vultana (Brian Blessed).
Po przyjeździe do pałacu Vultana Flash odkrywa, że są tam Dale i Zarkov, którzy zostali ocaleni z pałacu Minga przez ludzi Vultana. Flash rozmawia z Vultanem i Barinem usiłując pojednać starych wrogów i nakłonić do wspólnej walki przeciw Mingowi.

## Obsada
- Sam J. Jones – Flash Gordon
- Max von Sydow – Imperator Ming
- Ornella Muti – księżniczka Aura
- Melody Anderson – Dale Arden
- Peter Wyngarde – Klytus
- Mariangela Melato – generał Kala
- Timothy Dalton – książę Barin
- Chaim Topol – doktor Hans Zarkov
- Brian Blessed – książę Vultan
- Richard O’Brien – Fico
- William Hootkins – Munson